# Chrysophyllum
Chrysophyllum är ett släkte av tvåhjärtbladiga växter. Chrysophyllum ingår i familjen Sapotaceae.

## Bildgalleri

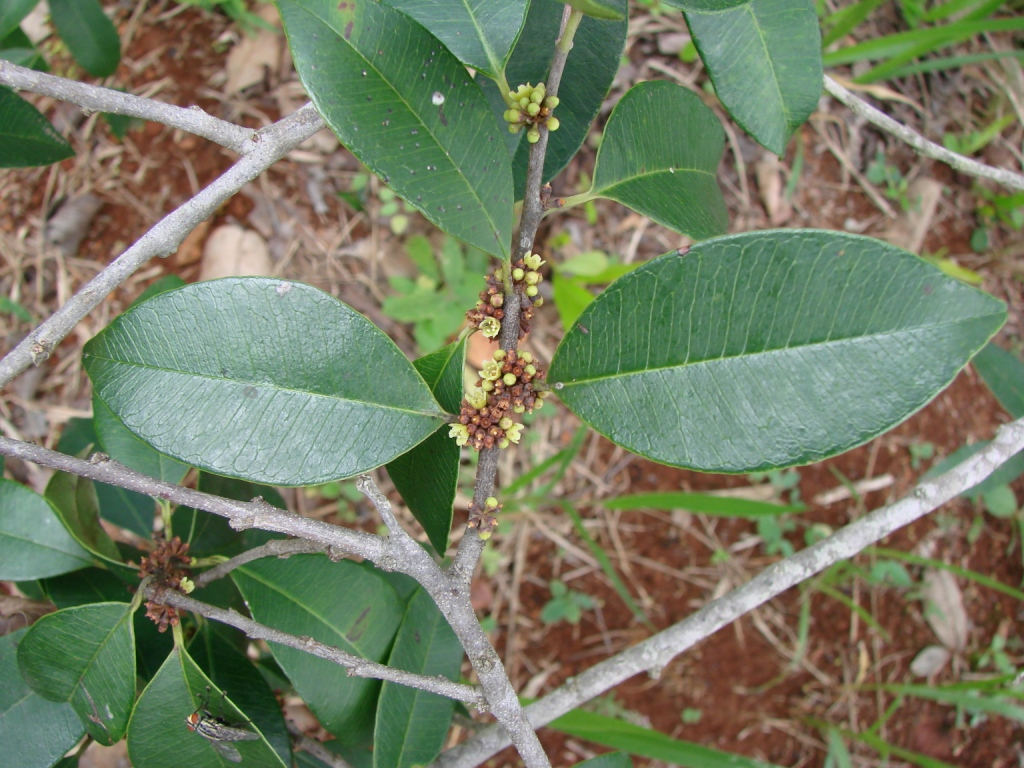
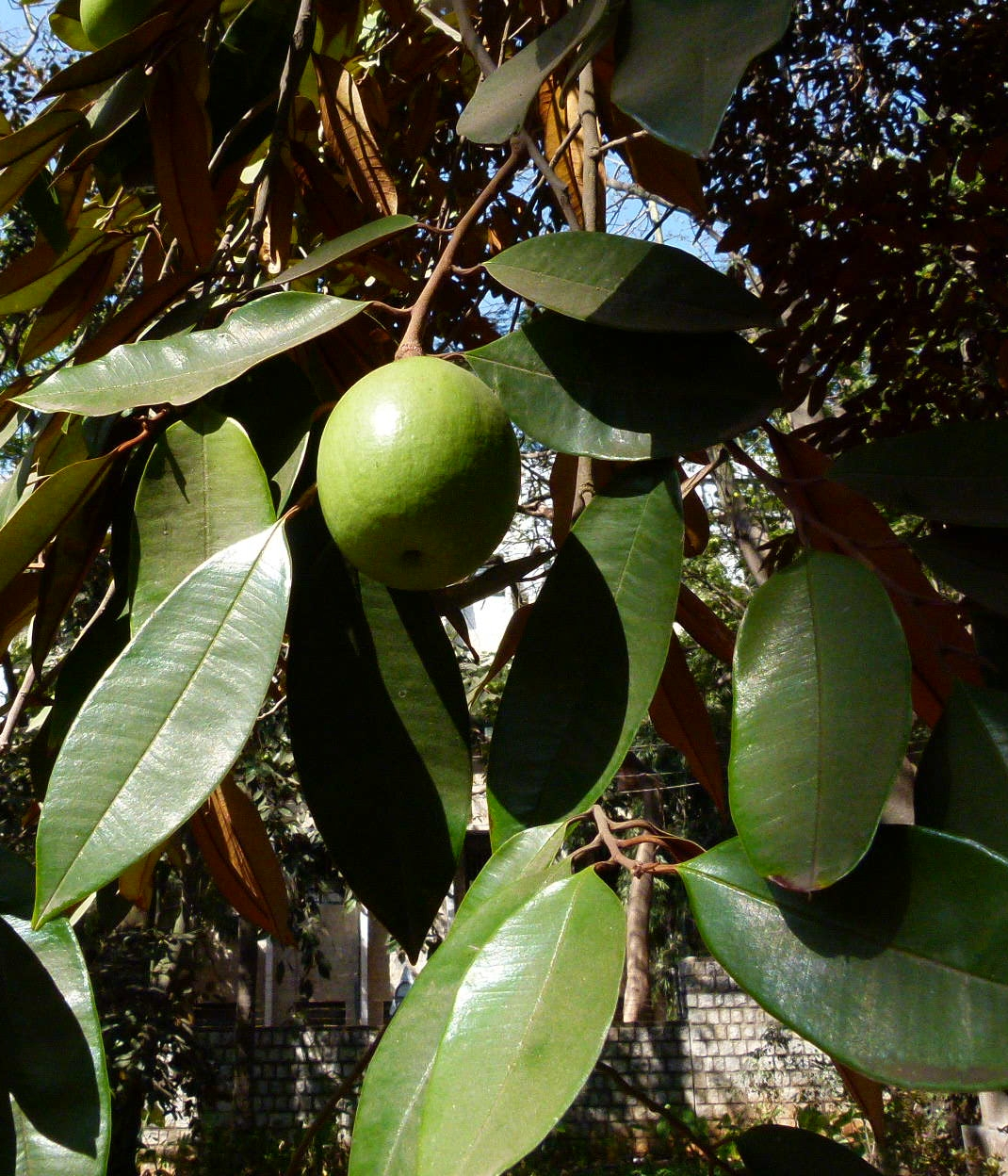
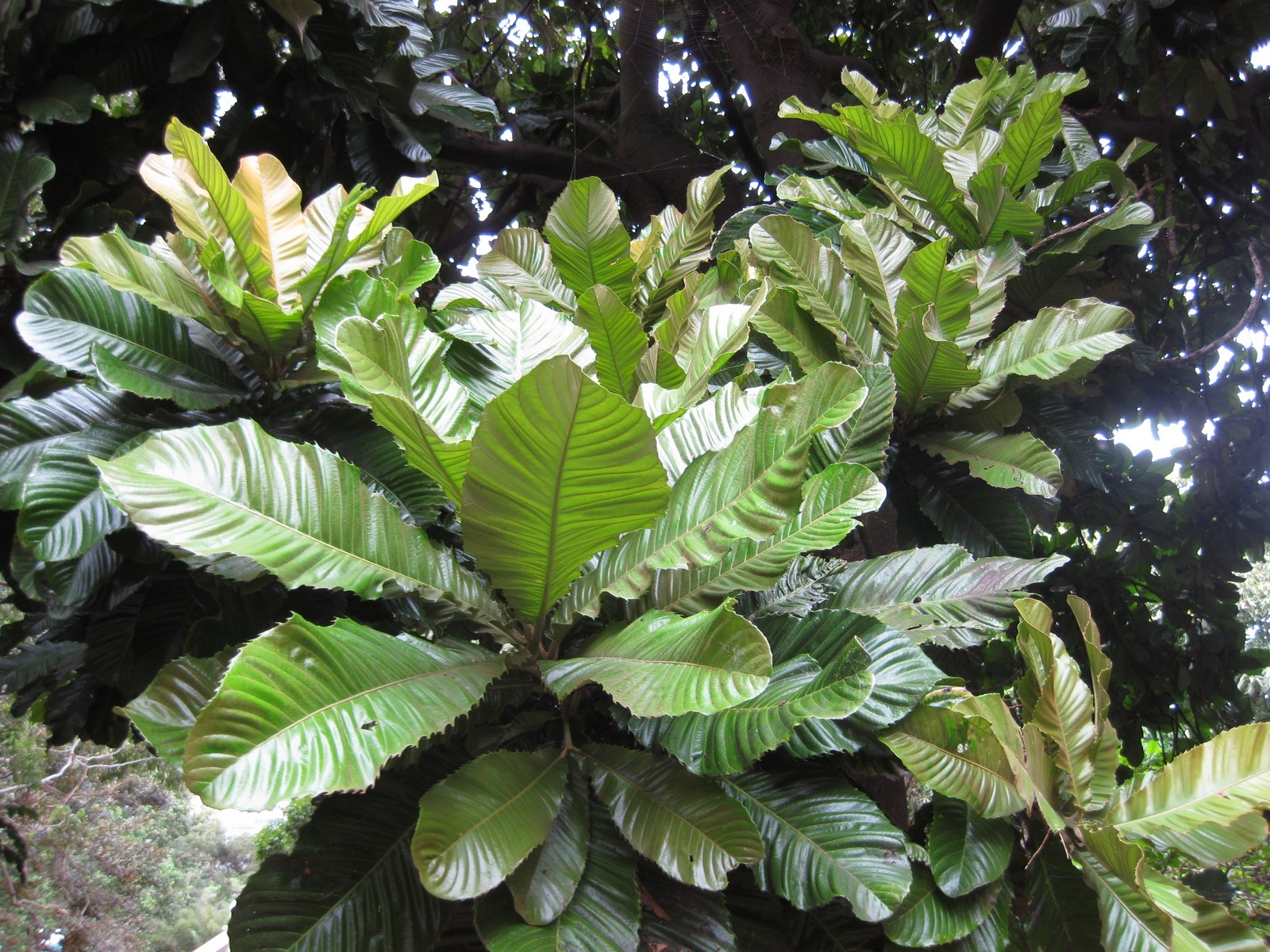
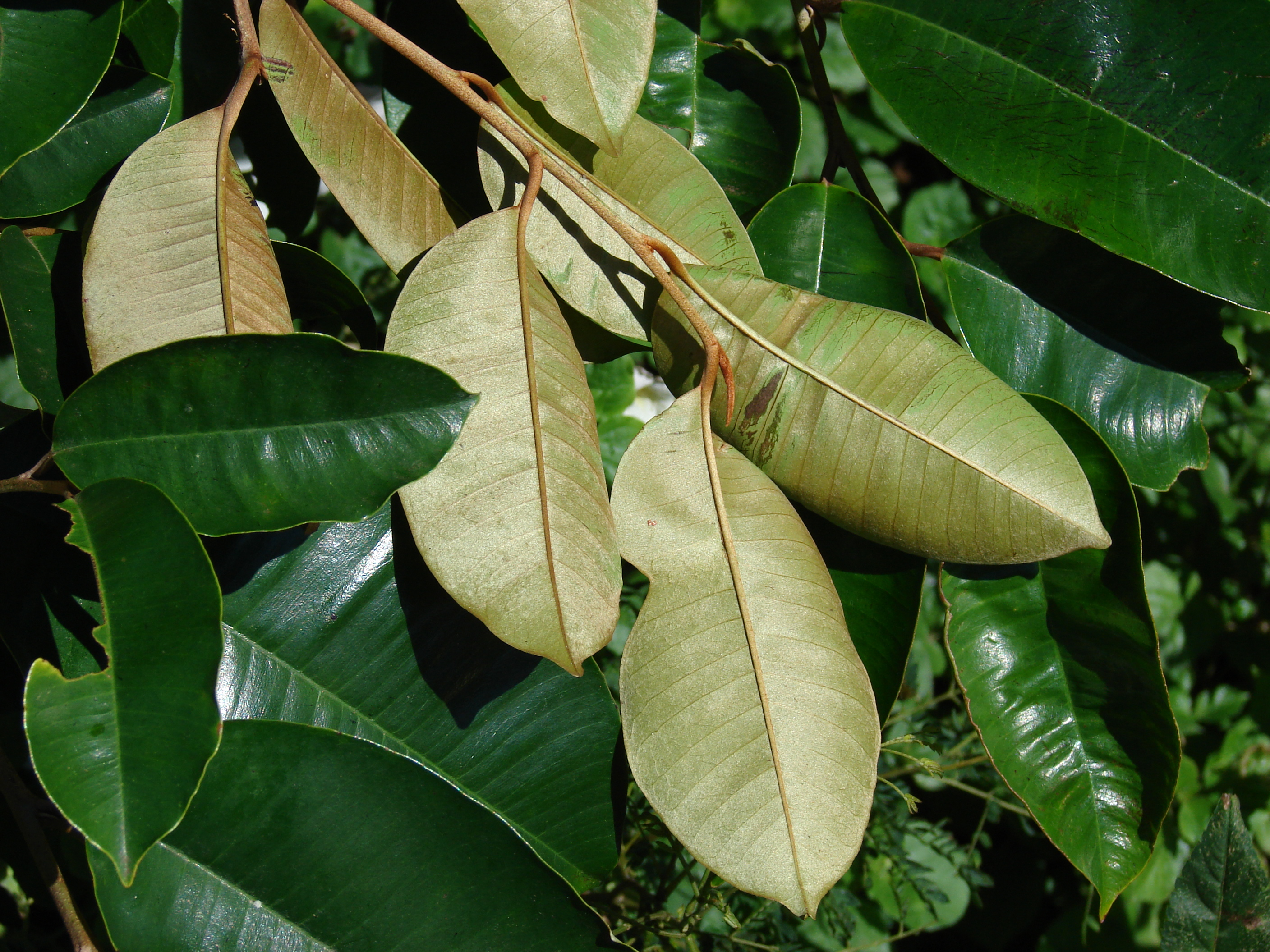
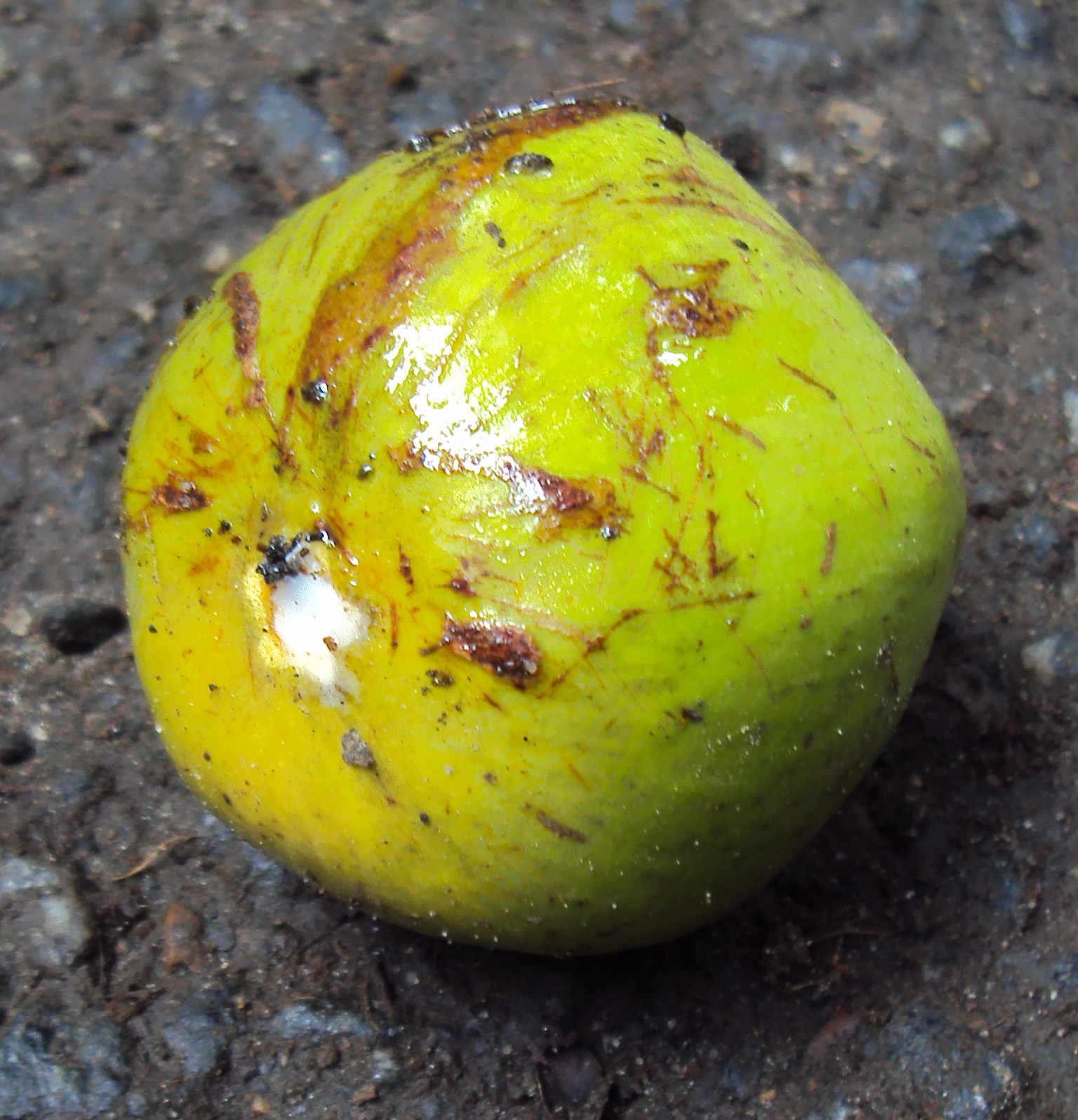
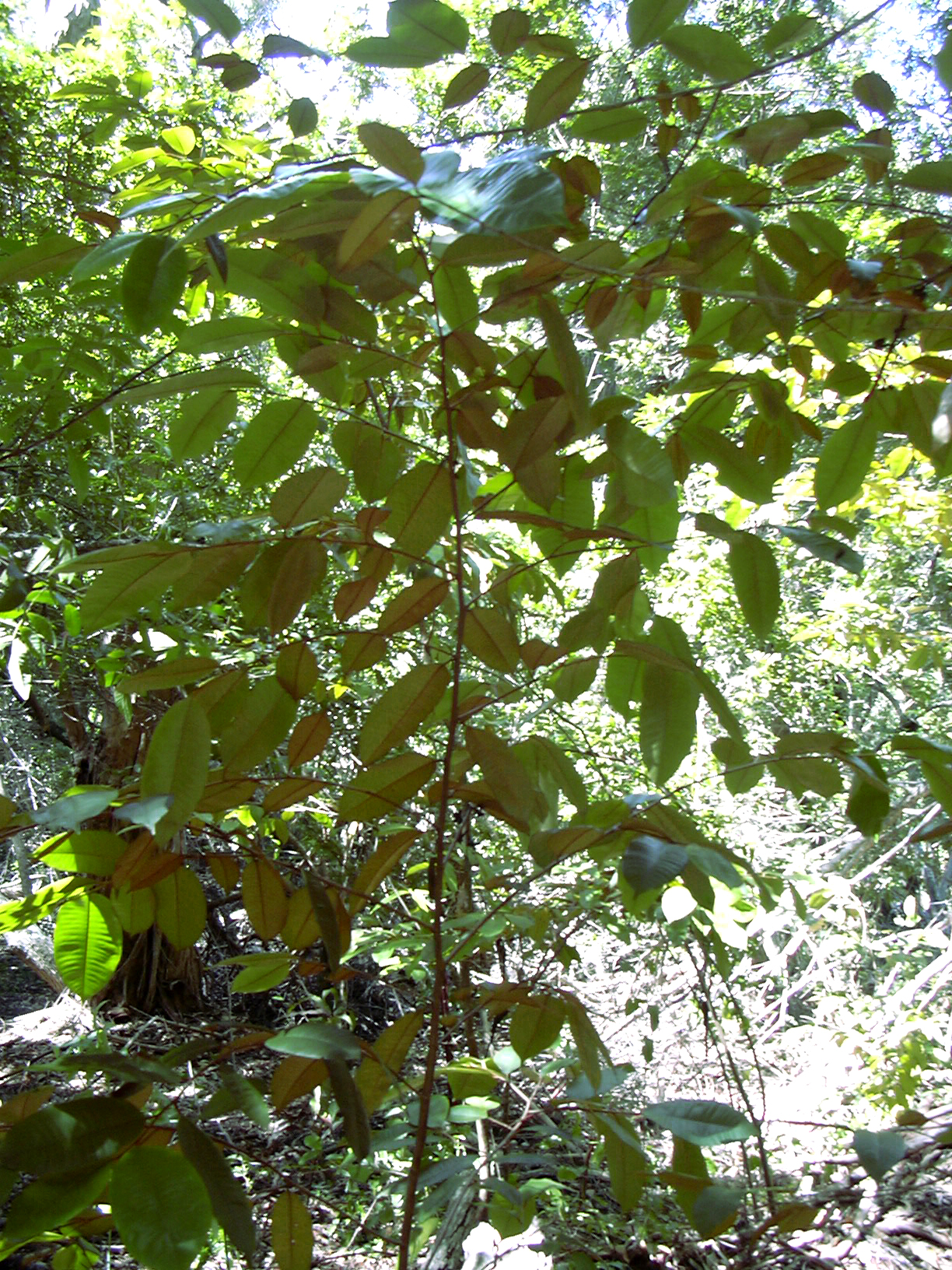

## Dottertaxa tillChrysophyllum, i alfabetisk ordning[1]
- Chrysophyllum acreanum
- Chrysophyllum africanum
- Chrysophyllum akusae
- Chrysophyllum albidum
- Chrysophyllum albipilum
- Chrysophyllum amazonicum
- Chrysophyllum ambrense
- Chrysophyllum analalavense
- Chrysophyllum arenarium
- Chrysophyllum argenteum
- Chrysophyllum asraoi
- Chrysophyllum aulacocarpum
- Chrysophyllum azaguieanum
- Chrysophyllum bakhuizenii
- Chrysophyllum bangweolense
- Chrysophyllum beguei
- Chrysophyllum boivinianum
- Chrysophyllum bombycinum
- Chrysophyllum boukokoense
- Chrysophyllum brenesii
- Chrysophyllum cainito
- Chrysophyllum calophyllum
- Chrysophyllum capuronii
- Chrysophyllum colombianum
- Chrysophyllum contumacense
- Chrysophyllum cuneifolium
- Chrysophyllum delphinense
- Chrysophyllum durifructum
- Chrysophyllum euryphyllum
- Chrysophyllum eximium
- Chrysophyllum fenerivense
- Chrysophyllum flexuosum
- Chrysophyllum giganteum
- Chrysophyllum gonocarpum
- Chrysophyllum gorungosanum
- Chrysophyllum guerelianum
- Chrysophyllum hirsutum
- Chrysophyllum imperiale
- Chrysophyllum inornatum
- Chrysophyllum januariense
- Chrysophyllum lacourtianum
- Chrysophyllum lanatum
- Chrysophyllum longifolium
- Chrysophyllum lucentifolium
- Chrysophyllum lungi
- Chrysophyllum manabiense
- Chrysophyllum manaosense
- Chrysophyllum marginatum
- Chrysophyllum masoalense
- Chrysophyllum mexicanum
- Chrysophyllum muerense
- Chrysophyllum novoguineense
- Chrysophyllum ogowense
- Chrysophyllum oliviforme
- Chrysophyllum ovale
- Chrysophyllum papuanicum
- Chrysophyllum paranaense
- Chrysophyllum parvulum
- Chrysophyllum pauciflorum
- Chrysophyllum perpulchrum
- Chrysophyllum perrieri
- Chrysophyllum pomiferum
- Chrysophyllum prieurii
- Chrysophyllum prunifolium
- Chrysophyllum pruniforme
- Chrysophyllum reitzianum
- Chrysophyllum revolutum
- Chrysophyllum roxburghii
- Chrysophyllum rufum
- Chrysophyllum sanguinolentum
- Chrysophyllum sapini
- Chrysophyllum scalare
- Chrysophyllum sparsiflorum
- Chrysophyllum splendens
- Chrysophyllum striatum
- Chrysophyllum subnudum
- Chrysophyllum subspinosum
- Chrysophyllum superbum
- Chrysophyllum taiense
- Chrysophyllum tessmannii
- Chrysophyllum ubanguiense
- Chrysophyllum ucuquirana-branca
- Chrysophyllum welwitschii
- Chrysophyllum venezuelanense
- Chrysophyllum wilsonii
- Chrysophyllum viride
- Chrysophyllum viridifolium
- Chrysophyllum zimmermanmii